# Melanetettix elongatus
Melanetettix elongatus är en insektsart som beskrevs av Knight och Fletcher 2007. Melanetettix elongatus ingår i släktet Melanetettix och familjen dvärgstritar. Inga underarter finns listade i Catalogue of Life.